# Бабій Сергій Віталійович
Бабій Сергій Віталійович  (нар. 3 липня 1960, с. Пижівка, Новоушицького району Хмельницької обл. – ) – громадсько-політичний діяч, держслужбовець.

## Біографічні відомості
Закінчив Кам’янець-Подільський педінститут (нині Кам'янець-Подільський національний університет) (1985 – 1990; фах - вчитель історії та суспільствознавства). 
1979-1982 рр. - служба у ВМФ СРСР (водолаз на Тихоокеанському флоті). 
1989-го до 1992 р. працював на посаді другого та першого секретаря Кам’янець-Подільського райкому комсомолу. Заснувник першої в області недержавної молодіжної газети «ДеМоН» (Демократія. Молодість. Незалежність)
У 1992-1993 рр. працював на посаді завідувача відділу молоді Кам’янець-Подільського райвиконкому. 
З 1993-го до 1997 р. - директор МП «Тірас». 
1997-1998 рр. - заступник Кам’янець-Подільського міського голови. 
1998-2004 рр. - секретар Кам’янець-Подільської міськради. 
2006-2008 рр. - перший заступник Кам’янець-Подільського міського голови. 
2008-2009 рр. - радник Львівського міського голови. З 2009 р. працював на посаді завідувача сектору Державної житлово-комунальної інспекції у Хмельницькій області.  
2013-2021 рр - заступник міського голови з питань діяльності виконавчих органів міської ради.
Експерт грантових проектів, член Спілки промисловців і підприємців Кам’янця-Подільського.
Автор книги "Кам'янецька хроніка". 